# Torchiaro
Torchiaro (Lù Trùcchià in dialetto fermano) è un ex comune italiano dell'attuale provincia di Fermo, di 134 abitanti, divenuto il 17 gennaio 1869 frazione di Ponzano di Fermo.

## Geografia fisica
È situato nella campagna marchigiana, in una zona di pregio paesaggistico ed immersa nel verde, a 2 km dalla frazione Moregnano di Petritoli; dista 4,5 km da Ponzano di Fermo, a sud e a sud-est è separato dal torrente Cosollo, affluente dell'Ete Vivo, dal centro di Petritoli e Monterubbiano. L'abitato si erge su di un colle alto 199 metri.

## Storia
Recenti ritrovamenti piceni nei confini comunali testimoniano l'antico popolamento dell'area.
Il nome, di origine longobarda, richiama il concetto di unità di distribuzione di prodotti agricoli (trokkiu, trog, it. trògolo, truògolo: recipiente per riporre cibi o acqua). Torchiaro nel 1300 era uno dei castelli di Fermo. Il Castrum Torchiarii era di piccole dimensioni. La parte più antica del XIV secolo è ancora documentata da un porta a sesto acuto, con rifacimenti ancora visibili del secolo successivo.
Nel 1833, con la suddivisione territoriale dell'epoca, divenne comune appodiato della Comunità di Ponzano. Nel 1860, con l'Unità d'Italia, ebbe titolo di frazione del comune di Ponzano di Fermo; la persa libertà dai vicini ponzanesi non fu mai accettata dagli abitanti della frazione infatti per ben tre volte la popolazione cercò di separarsi, dapprima nel 1861 tentando di unirsi a Moregnano ancora indipendente, poi nel 1878 cercando di unirsi come exclave del comune di Fermo ed infine nel 1881 a Monterubbiano; l'autorità centrale di Ponzano oppose strenua resistenza e non si poté mai concretizzare la secessione.
A Monterubbiano è conservato un atto di transazione per la determinazione dei confini tra questo Comune e il Torchiaro, risalente al 1763.
L'archivio storico è confluito al Comune di Ponzano di Fermo.

## Luoghi di interesse
A Torchiaro sono visitabili:
- la porta del Trecento
- una torre angolare
- un tratto delle mura castellane a cortina
- la Chiesa dei Santi Simone e Giuda.

## Curiosità
- Da Torchiaro si diramano nella campagna diversi sentieri, ancora in buona parte percorribili, per raggiungere a piedi Ponzano (sede comunale) e Monterubbiano.
- Evento notabile della storia più recente della comunità è l'anomala nevicata del 1956 dove dal 2 febbraio nevicò ininterrottamente per settimane isolando ogni accesso al paese; dopo due settimane senza provvigioni giunse in aiuto della comunità l'esercito con un elicottero. Lo stupore dell'evento è ancora oggi ricordato visto che un apparecchio del genere stupefacente per l'epoca era fantascienza in un paesino come Torchiaro.[6]